# لوكا دي ماريا
لوكا دي ماريا (بالإيطالية: Luca De Maria)‏ هو مجدف إيطالي، ولد في 18 يونيو 1989 في نابولي في إيطاليا.

## وصلات خارجية
- لوكا دي ماريا على موقع الاتحاد الدولي للتجديف (الإنجليزية)